# Abbaye de Saint-Paul-hors-les-Murs

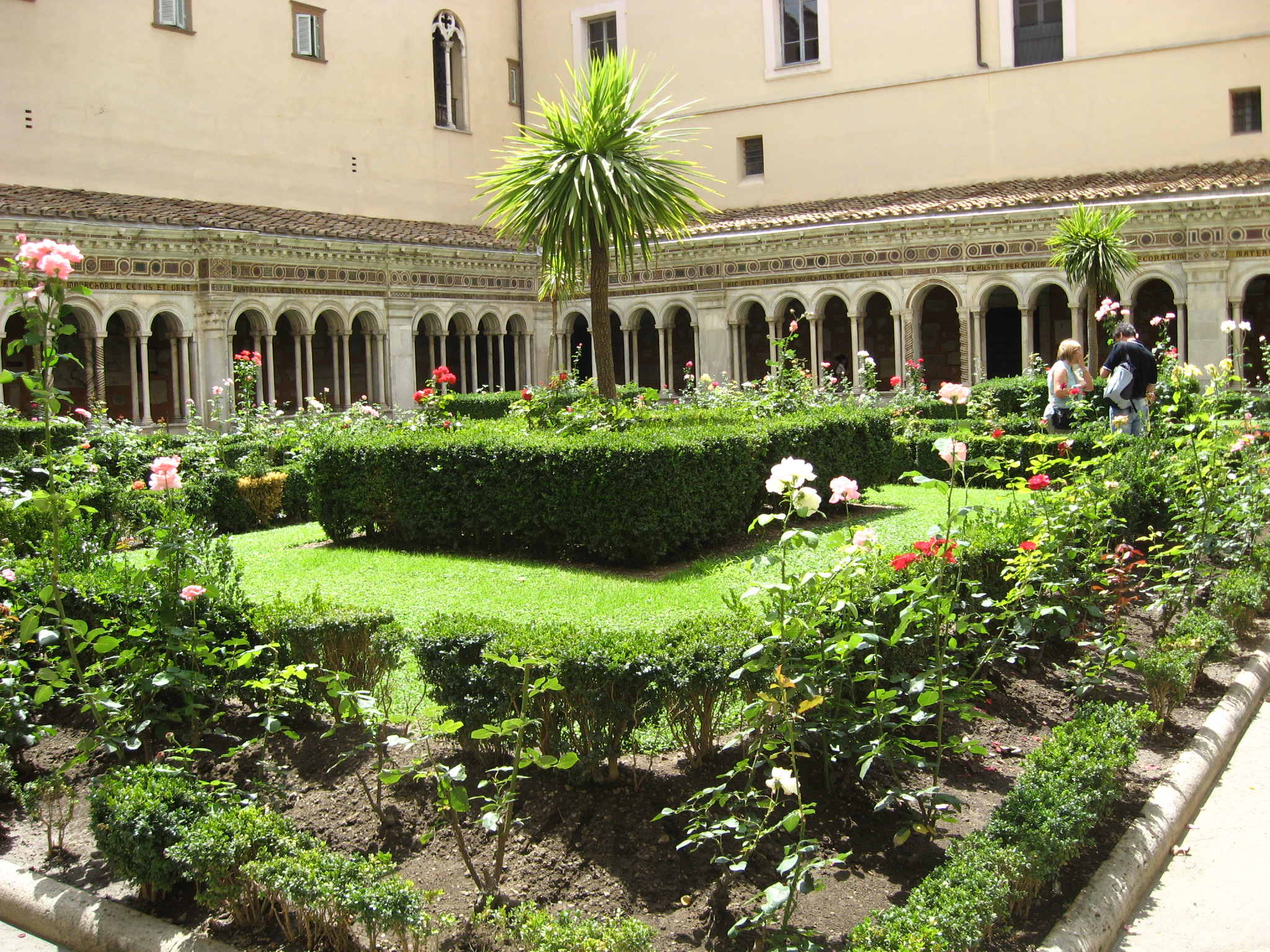
Le cloître

Pour les articles homonymes, voir Abbaye Saint-Paul et Saint-Paul.
L'abbaye de Saint-Paul-hors-les-Murs est une abbaye bénédictine située à Rome, sur la via Ostiense, à environ deux kilomètres du mur d'Aurélien, l'enceinte fortifiée antique protégeant la ville de Rome. Elle est attenante à la basilique Saint-Paul-hors-les-Murs.

## Histoire récente
Le 25 janvier 1959, c'est dans une des salles de cette abbaye que le pape Jean XXIII réunit les quelques cardinaux présents à Rome pour leur annoncer sa décision d'organiser un concile, ce qui sera le Concile de Vatican II, avant de l'annoncer ensuite à la presse. Une stèle en latin, a été apposée par le cardinal Bacci dans cette salle en mémoire de l'événement.